# Nikołajewka (rejon nowooskolski)
Nikołajewka (ros. Николаевка) – wieś (sieło) w Rosji, w obwodzie biełgorodzkim, w rejonie nowooskolskim. W 2010 liczyła 416 mieszkańców.